# さつま町消防本部
さつま町消防本部（さつまちょうしょうぼうほんぶ）は、鹿児島県薩摩郡さつま町の消防部局（消防本部）。管轄区域はさつま町全域。

## 概要
- 消防本部：鹿児島県薩摩郡さつま町時吉366番地
- 管内面積：303.90km2
- 職員数：42人
- 消防署1カ所

### 主力機械
2015年4月1日現在
- 消防ポンプ自動車：1
- 水槽付消防ポンプ自動車：1
- 救助工作車：1
- 指揮車：1
- 資機材搬送車：1
- 救急車：2
- その他：3

## 沿革
- 1980年8月 薩摩郡宮之城町・鶴田町・薩摩町及び祁答院町の4町により祁答院地区消防組合が発足する。
- 1981年4月 消防本部及び消防署を設置し、消防・救急業務を開始する。
- 2004年10月 祁答院町が川内市など1市3町4村と合併するため、組合から離脱する。
- 2005年3月 宮之城町・鶴田町・薩摩町が合併し、さつま町が発足する。祁答院地区消防組合は解散し、さつま町消防本部が発足する。

## 組織
- 本部 - 消防課
- 消防署 - 第1小隊、第2小隊

## 消防署
| 消防署         | 住所        |
| -------------- | ----------- |
| さつま町消防署 | 時吉366番地 |